# ドゥニチラヴ
『ドゥニチラヴ』は、2003年10月5日から2004年1月18日までテレビ東京などで放送されていたテレビドラマである。一話完結型のオムニバスドラマである。全12話。テレビ東京での『ドゥニチラヴ』放送枠は日曜日25:00-25:30であったがラグビーワールドカップの放送で番組開始時の放送時間は25:15-25:45となっていた。2003年11月9日の放送は休止（衆議院総選挙にともなう特番編成）するなど殆どの放送時間が予定とは異なっている。エピソード全てに週末がついている点が特徴である。CCRE株式会社よりDVD化されている。

## あらすじ
週末の東京で繰り返される「出会い」と「別れ」。さまざまな価値観の中で揺れる若者たちの一話完結型の青春ドラマの１エピソード。「東京のある場所に閉じこめられた麗(MEGUMI)。なぜか天使の格好をした女(池谷のぶえ)が現れて…。天使の言葉に誘われて、麗が覗いた世界は…。

## 放送リスト
- episode1  週末カフェ  放送時間25:15-25:45
- episode2  週末幽霊  25:40-26:20（ラグビーワールドカップ2003スコットランド×日本中継放送等に伴う編成変更）
- episode3  週末ポイ捨てご用心！  25:15-26:45
- episode4  週末シェアリング  25:00-25:30
- episode5　週末、西郷さんで。25:00-25:30
- episode6　週末ファイト!!  26:45-27:15（ラグビーＷ杯準決勝「フランス×イングランド」中継のため通常枠より移動）
- episode7　週末シャンプー  26:00-26:30
- episode8　見つめる週末  24:35-25:05
- episode9　週末社長  25:00-25:30
- episode10　ガサ入れて、週末  25:00-25:30
- episode11　週末ワルツ　25:00-25:30
- The last episode　週末の扉　25:00-25:30

## 出演者
MEGUMI、池谷のぶえ 他

## テーマ曲
- 主題歌：清貴「歩幅」
- エンディングテーマ：CORE OF SOUL「in Your Arms」

（テレビ東京版）